# Nederländernas damlandslag i innebandy
Nederländernas damlandslag i innebandy representerar Nederländerna i innebandy på damsidan.

## Historik
Laget spelade sin första landskamp den 11 september 2004, då man vid en fyranationersturnering i Naunhof besegrade Tyskland med 3-2.

### Fotnoter
1. ↑  ”International Floorball Federation”. http://www.floorball.org/default.asp?kieli=826&sivu=148&alasivu=148. Läst 22 augusti 2011.